# 팥중이
팥중이는 메뚜기과의 곤충이다. 몸길이는 30~50 mm이며, 녹색과 갈색 두 종류가 있다. 콩중이와 비슷하나 앞가슴 쪽 등판에 X자가 있다는 점이 다르다.